# 도요쓰촌 (오사카부)
도요쓰촌(일본어: 豊津村)은 일본 오사카부 데시마군·도요노군에 설치되었던 촌이다. 현재의 스이타시 남서부에 해당한다.